# Hinojosa de Jarque
Hinojosa de Jarque – gmina w Hiszpanii, w prowincji Teruel, w Aragonii, o powierzchni 36,47 km². W 2011 roku gmina liczyła 151 mieszkańców.